# Минотти, Лоренцо
Лоренцо Минотти (итал. Lorenzo Minotti; род. 8 февраля 1967, Чезена, Эмилия-Романья) — итальянский футболист, защитник. Вошёл в символическую сборную лучших игроков «Пармы» за все годы существования команды.

## Карьера
Минотти начал карьеру в «Чезене» в 1985 году, через 2 года перешёл в «Парму», с которой 9 сентября 1990 года дебютировал в матче с «Ювентусом» в серии А (Победа «Юве» 2:1). Затем Минотти выступал за «Кальяри» и «Торино», а завершил карьеру в «Тревизо». Самых больших достижений Минотти добился с «Пармой», в которой он был капитаном команды, выигравшей кубок Италии, Кубок кубков УЕФА, кубок и Суперкубок УЕФА.
В сборную Италии Минотти впервые был вызван 14 октября 1992 года на матч Швейцарией, однако на поле не вышел. 16 февраля 1994 года он дебютировал в составе «Скуадры Адзурры» в матче с Францией, проигранном 0:1. В 1994 году Минотти поехал в составе национальной команды на чемпионат мира, но на турнире не провёл ни одной минуты. Всего за сборную Италии Минотти провёл 8 матчей.

## Достижения
- Обладатель кубка Италии: 1992
- Обладатель кубка кубков: 1993
- Обладатель суперкубка УЕФА: 1993
- Обладатель кубка УЕФА: 1995